# بنزبرومارون
بنزبرومارون (انگلیسی: Benzbromarone) بنزبرومارون یک عامل اوریکوزوریک و مهارکننده غیررقابتی گزانتین اکسیداز است که در درمان نقرس استفاده می‌شود، به‌ویژه زمانی که آلوپورینول، یک درمان خط اول، ناموفق باشد یا عوارض جانبی غیرقابل تحملی ایجاد کند. از نظر ساختاری با آمیودارون ضد آریتمی مرتبط است.

بنزبرومارون بسیار موثر و به خوبی تحمل می‌شود، و آزمایش‌های بالینی در اوایل سال ۱۹۸۱ و اخیراً در آوریل ۲۰۰۸ نشان داده‌اند که این دارو بر هر دو آلوپورینول، یک مهارکننده غیر اوریکوزوریک گزانتین اکسیداز، و پروبنسید، یک داروی اوریکوزوریک دیگر، برتر است.

## مکانیسم عمل
بنزبرومارون یک مهارکننده بسیار قوی CYP2C9 است.  چندین آنالوگ از این دارو به عنوان مهارکننده‌های CYP2C9 و CYP2C19 برای استفاده در پزوهش‌ها ایجاد شده‌اند.